# Дреновець
Дрено́вець (болг. Дреновец) — село у Видинській області Болгарії. Входить до складу общини Ружинці.

## Населення
За даними перепису населення 2011 року у селі проживали 1378 осіб.
Національний склад населення села:
| Національність   | Кількість осіб | Відсоток |
| ---------------- | -------------- | -------- |
| болгари          | 1239           | 91,9%    |
| цигани           | 98             | 7,3%     |
| інша             | 5              | 0,4%     |
| Всього відповіли | 1348           |          |

Розподіл населення за віком у 2011 році:
Динаміка населення: